# Mike Brey
Michael Paul Brey, detto Mike (Bethesda, 22 marzo 1959), è un ex cestista e allenatore di pallacanestro statunitense, figlio della nuotatrice olimpica Betty Brey.

## Palmarès
- Associated Press College Basketball Coach of the Year (2011)
- Henry Iba Award (2011)
- Jim Phelan National Coach of the Year Award (2012)